# Кондратюк Володимир Васильович
Володи́мир Васи́льович Кондратю́к (нар. 3 лютого 1968, с. Кочержинці, Уманський район, Черкаська область, УРСР, СРСР) — український військовик, генерал-лейтенант, начальник Південного територіального управління Національної гвардії України. Лицар ордена Богдана Хмельницького III ступеня.

## Життєпис
Володимир Кондратюк народився у селі Кочержинці, що на Черкащині. У 1985 році закінчив Паланську середню школу. У 1991 році закінчив Новосибірське вище військове командне училище МВС СРСР. В 2002 році став випускником Національної академії прикордонних військ України.
Тривалий час командував Миколаївським спеціальним полком внутрішніх військ (в/ч 3039). За деякою інформацією під час Євромайдану знаходився в Києві, де під час сутичок отримав поранення.
У 2014 році був призначений на посаду начальник Південного територіального управління Національної гвардії України. 23 серпня того ж року Кондратюку було присвоєне військове звання генерал-майора.
13 червня 2019 року Президент України Володимир Зеленський призначив Кондратюка першим заступником командувача НГУ. 24 листопада 2023 року Зеленський звільнив Кондратюка з цієї посади.

## Нагороди
- Орден Богдана Хмельницького III ст. (20 березня 2007) — за вагомий особистий внесок у зміцнення законності та правопорядку, зразкове виконання військового і службового обов'язку у захисті конституційних прав і свобод громадян та з нагоди 15-ї річниці заснування внутрішніх військ МВС України[7]
- Орден Богдана Хмельницького III ступеня[8]